# Marion Kobelt-Groch
Marion Kobelt-Groch (* 6. April 1955 in Wolfenbüttel; † 6. November 2018 in Hamburg) war eine deutsche Historikerin mit dem Schwerpunkt Frühe Neuzeit. Sie war Expertin für die Rolle der Frauen im Deutschen Bauernkrieg. Impulsgebend für die Frühneuzeitforschung waren ihre Arbeiten zum Täufertum, vor allem zu den Mennoniten.

## Leben und Wirken
Marion Kobelt-Groch besuchte Schulen in Wolfenbüttel, Lübeck-Travemünde und Lübeck. Sie legte 1975 das Abitur an der Lübecker Friedrich-List-Schule ab. Von 1976 bis 1990 studierte sie an der Universität Hamburg Vor- und Frühgeschichte, Erziehungswissenschaft, Germanistik und Geschichte. 1982 erfolgte die erste Staatsprüfung für das Lehramt mit dem Schwerpunkt Mittelstufe. 1982/83 absolvierte sie das Referendariat mit dem Abschluss zweite Staatsprüfung für das Lehramt an Volks- und Realschulen. Im Jahr 1990 wurde sie bei Hans-Jürgen Goertz promoviert über Frauen im Bauernkrieg und in den Täuferbewegungen. Seit 1992 übernahm sie am Hamburger Institut für Sozial- und Wirtschaftsgeschichte Lehraufträge. Im Wintersemester 1995/96 war sie dort wissenschaftliche Mitarbeiterin. Ihre Habilitation erfolgte 2002 in Hamburg mit der Arbeit Judith macht Geschichte. Zur Rezeption einer mythischen Gestalt vom 16. bis 19. Jahrhundert. Seit 2002 lehrte Kobelt-Groch als Privatdozentin an der Universität Hamburg. Seit 2009 war sie als Lehrerin an der GGS-Strand Europaschule in Timmendorfer Strand tätig. Sie war mit einem Studiendirektor verheiratet. Aus der Ehe ging eine Tochter hervor. Sie starb 2018 im Alter von 63 Jahren nach langem Krebsleiden in einem Hamburger Krankenhaus und wurde auf dem Waldfriedhof in Timmendorfer Strand beigesetzt.
Ihre Arbeitsschwerpunkte lagen in den Bereichen Radikale Reformation, vor allem der Bauernkrieg und das Täufertum, die Frauen- und Geschlechtergeschichte, gedruckte lutherische Leichenpredigten des 16. bis 18. Jahrhunderts und Leopold von Sacher-Masoch. Kobelt-Groch gilt als Expertin für die Rolle der Frauen im Deutschen Bauernkrieg. In ihrer Dissertation widerlegte sie die Vorstellung vom „Bauernkrieg als einem rein männlichen Ereignis“. Sie befasste sich unter anderem mit Petronella aus der Halberstädter Täufergemeinde sowie mit Hille Feicken, die als „Münsteraner Judith“ das bedrohte Täuferreich retten und in der Nachfolge der biblischen Judith den Fürstbischof Franz von Waldeck töten wollte. Ihr Plan wurde verraten und sie wurde hingerichtet. Außerdem erforschte sie Ursula Jost, die „Prophetin von Straßburg“, die Historikerin Antje Brons und die Täuferin und Templerin Christine Schmutz. Eingehend untersuchte sie den weiblichen Antiklerikalismus und den Umgang mit Kindern im Täufertum. Mit Norbert Fischer war sie 1997 Herausgeberin der Festschrift für Hans-Jürgen Goertz (Außenseiter zwischen Mittelalter und Neuzeit) und mit Christoph Wiebe gab sie 2002 Aufsätze und Reden von Hans-Jürgen Goertz (Das schwierige Erbe der Mennoniten) heraus. 
Kobelt-Groch war Mitglied der Thomas-Müntzer-Gesellschaft und von 1993 bis 2017 in der Schriftleitung der Mennonitischen Geschichtsblätter.

## Schriften
Monografien
- Aufsässige Töchter Gottes. Frauen im Bauernkrieg und in den Täuferbewegungen (= Reihe „Geschichte und Geschlechter“. Band 4). Campus-Verlag, Frankfurt am Main u. a. 1993, ISBN 3-593-34879-9.
- Judith macht Geschichte. Zur Rezeption einer mythischen Gestalt vom 16. bis 19. Jahrhundert. Fink, München 2005, ISBN 3-7705-3959-1 (Teilweise zugleich: Hamburg, Universität, Habilitations-Schrift, 2002).

Herausgeberschaften
- mit Norbert Fischer: Außenseiter zwischen Mittelalter und Neuzeit. Festschrift für Hans-Jürgen Goertz zum 60. Geburtstag (= Studies in medieval and reformation thought. Band 61). Brill, Leiden u. a. 1997, ISBN 90-04-10498-4.
- „Ich bin Judith“. Texte und Bilder zur Rezeption eines mythischen Stoffes. Leipziger Universitäts-Verlag, Leipzig 2003, ISBN 3-936522-31-6.
- mit Cornelia Niekus Moore: Tod und Jenseits in der Schriftkultur der Frühen Neuzeit (= Wolfenbütteler Forschungen. Band 119). Harrassowitz, Wiesbaden 2008, ISBN 978-3-447-05846-9.
- mit Michael Salewski: Leopold von Sacher-Masoch. Ein Wegbereiter des 20. Jahrhunderts (= Haskala. Wissenschaftliche Abhandlungen. Band 45). Olms, Hildesheim 2010, ISBN 978-3-487-14510-5.
- mit Mirjam van Veen, Piet Visser, Gary K. Waite, Els Kloek, Anna Voolstra: Sisters. Myth and Reality of Anabaptist, Mennonite, and Doopsgezind Women ca. 1525–1900 (= Brill’s series in church history. Band 65). Brill, Leiden u. a. 2014, ISBN 978-90-04-27501-0.
- mit Larissa Polubojarinova und Olga Kulishkina: Phänomenologie, Geschichte und Anthropologie des Reisens. Internationales interdisziplinäres Alexander-von-Humboldt-Kolleg in St. Petersburg 16.–19. April 2013. Solivagus-Verlag, Kiel 2015, ISBN 978-3-943025-23-1.
- mit Astrid von Schlachta: Mennoniten in der NS-Zeit. Stimmen, Lebenssituationen, Erfahrungen. (= Schriftenreihe des Mennonitischen Geschichtsvereins. Band. 10). Mennonitischer Geschichtsverein, Bolanden-Weierhof 2017, ISBN 978-3-921881-02-6.